# Blackhorse Road (metropolitana di Londra)
Blackhorse Road è una stazione della linea Victoria della metropolitana di Londra, situata a Walthamstow, nel borgo di Waltham Forest. È stata aperta nel 1968 in corrispondenza dell'omonima stazione ferroviaria.

## Storia

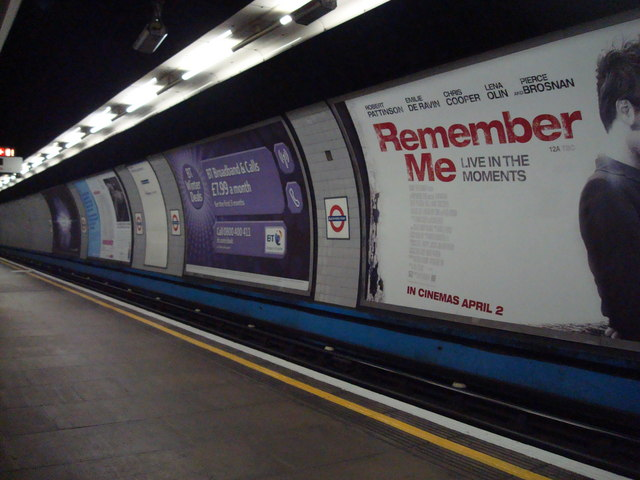
La stazione della metropolitana di Blackhorse Road - il binario sud

La stazione di Blackhorse Road della linea Victoria è stata aperta il 1º settembre 1968.
Con riferimento al nome della stazione, nella stazione della metropolitana sono presenti delle decorazioni raffiguranti il cavallo nero, create da Hans Unger, che ha curato anche le decorazioni nella stazione di Seven Sisters. Inoltre, all'entrata della stazione è presente un murale di David McFall raffigurante un cavallo nero.
Tredici anni dopo l'apertura della stazione metropolitana, British Rail ha trasferito la stazione ferroviaria dalla sua posizione originaria all'attuale, per migliorare l'interscambio con il metrò. In questa occasione la stazione ferrovoaria ha adottato la stessa denominazione (Blackhorse road) della stazione della linea Victoria.
La linea Victoria è rimasta chiusa dal 7 al 29 agosto 2015 fra Seven Sisters e il capolinea di Walthamstow Central per consentire la ricostruzione degli scambi a Walthamstow Central, necessaria per incrementare le frequenze dei convogli sulla linea e portarle a 36 treni per ora dai precedenti 24.

## Strutture e impianti
Blackhorse Road è situata all'incrocio di Blackhorse Road con Forest Road, poco distante dalle Walthamstow Wetlands.
Si tratta di una stazione sotterranea, passante e con due binari in due canne collegate con una banchina a isola.
È compresa nella terza zona tariffaria della rete londinese.

## Interscambi
La fermata costituisce interscambio con la stazione ferroviaria omonima, servita dalla London Overground.
Nelle vicinanze della stazione effettuano fermata alcune linee urbane automobilistiche, gestite da London Buses.
- Stazione ferroviaria (Blackhorse Road, London Overground, linea Gospel Oak-Barking)
- Fermata autobus